# Huimanguillo
Huimanguillo är en ort i Mexiko.   Den ligger i kommunen Huimanguillo och delstaten Tabasco, i den sydöstra delen av landet, 600 km öster om huvudstaden Mexico City. Huimanguillo ligger 38 meter över havet och antalet invånare är 26 602.
Terrängen runt Huimanguillo är mycket platt. Runt Huimanguillo är det ganska tätbefolkat, med 62 invånare per kvadratkilometer. Närmaste större samhälle är Cárdenas, 18,7 km norr om Huimanguillo. Omgivningarna runt Huimanguillo är en mosaik av jordbruksmark och naturlig växtlighet.